# Zincmaster
Zincmaster — спеціалізоване судно, яке обслуговувало потреби кількох австралійських підприємств металургійного та хімічного напрямів.
Судно спорудили в 1975 році на верфі Whyalla Shipbuilding & Engineering Works у Ваяллі. Воно призначалось для обслуговування належного EZ Industries цинкоплавильного заводу у Гобарті та мало доправляти сюди цинковий концентрат із Порт-Пірі (обслуговував вивіз продукції копалень району Брокен-Гілл) і Таунсвілю (продукція цинкових копалень Квінсленду). Також можливо відзначити, що з Гобарту до металургійного комплексу в Порт-Пірі відправляли paragoethite (побічний продукт цинкоплавильного заводу, який мав складну композицію та містив оксид заліза і, у випадку Гобарта, близько 17 % цинку). Для перевезення вантажів навалом призначались 4 трюми.
Крім того, «Zincmaster» отримав дві палуби для перевезення з Гобарту цинкових зливків, прийом та розвантаження яких здійснювались фронтальними навантажувачами через рампу у правому борті (судна типу ро-ро).
У 1979 році на північному узбережжі Тасманії у Берні закрили завод сульфатної кислоти (співвласником була EZ Industries), великим споживачем якої був розташований поруч завод діоксиду титану. Натомість організували поставки до Берні сульфатної кислоти, яка була супутнім продуктом цинкоплавильного виробництва у Гобарті. Для її перевезення провели модернізацію «Zincmaster» на японській верфі Hitachi Zosen у Інносімі, під час якої корпус подовжили на 20 метрів та розмістили між трюмами № 2 та № 3 резервуар для сульфатної кислоти. За один рейс «Zincmaster» міг доправляти до Берні 5200 тонн кислоти і здійснював близько 14 таких рейсів на рік (потрібний зверх цього обсяг транспортували з Гобарту до Берні залізницею). Також судно могло доправляти сульфатну кислоту до Мельбурну.
У 1995-му вирішили закрити завод діоксиду титану в Берні, що означало припинити вивозити сульфатну кислоту залізницею — при тому, що виробництво кислоти в Гобарті лише зростало зі збільшенням потужності майданчика по цинку. Як наслідок, обслуговування рейсів передали більшому балкеру/хімовозу «Iron Sturt», тоді як «Zincmaster» в 1995-му продали компанії Secunda Marine Services, яка перейменувала його на «J.D.Mitchell».
Наразі судно вже виведене з експлуатації.